# Synyster Gates
Synyster Gates, pseudonimo di Brian Elwin Haner, Jr. (Long Beach, 7 luglio 1981), è un chitarrista statunitense, membro degli Avenged Sevenfold  dal 2001.

## Biografia
Brian nasce a Long Beach, in California dal musicista e comico Brian Elwin Haner Senior (Papa Gates) e Janice Gera. La coppia divorzia quando Brian è ancora un bambino. Brian esprime sin dai primi anni la sua abilità con la chitarra motivo per cui decide di iscriversi al corso di musica jazz all'Istituto di Musica di Hollywood ma non concluderà mai gli studi a causa dei tanti impegni della band. Grazie alle influenze del padre, Brian diventa un amante del genere e più tardi, dopo aver ricevuto una chitarra in regalo dai nonni, è ormai palese il suo talento come chitarrista. Il suo avvio alla musica metal e affini, ha inizio con i Pantera, che ascoltava sin da ragazzo. Brian incontra The Rev (James Owen Sullivan) a scuola e dopo una rissa che li costringe a passare un pomeriggio in punizione in aula diventano quasi inseparabili. Per un certo periodo di tempo, Jimmy ha infatti vissuto a casa di Gates e suo padre. Poco dopo entra a far parte proprio della band dell'amico, inizialmente per la collaborazione in To End The Rapture, canzone del primo album della band Sounding the Seventh Trumpet e poi in via definitiva come chitarrista solista.  Nello stesso periodo Syn fonda con The Rev ed altri amici i Pinkly Smooth, gruppo Avant-garde metal. Viene pubblicato un solo album contenente 6 tracce: Unfortunate Snort. Il complesso musicale ha una breve intensità e durata. Nel periodo di attività dei Pinkly Smooth, il progetto Avenged Sevenfold andava formandosi, di conseguenza i Pinkly vennero trascurati.
Nel 2010 Syn ha dichiarato di avere intenzione di pubblicare un paio di lavori inediti della piccola, vecchia band.

## Collaborazioni
Molto nota è la sua amicizia con la band Good Charlotte, con la quale ha composto il singolo The River. Ha registrato due singoli con i Burn Halo (Dirty Little Girl e Anejo), ed è presente come chitarrista ospite nel brano Vultures degli Axewound. Ha collaborato insieme a M. Shadows con Machine Gun Kelly nel brano Save Me.

## Influenze musicali

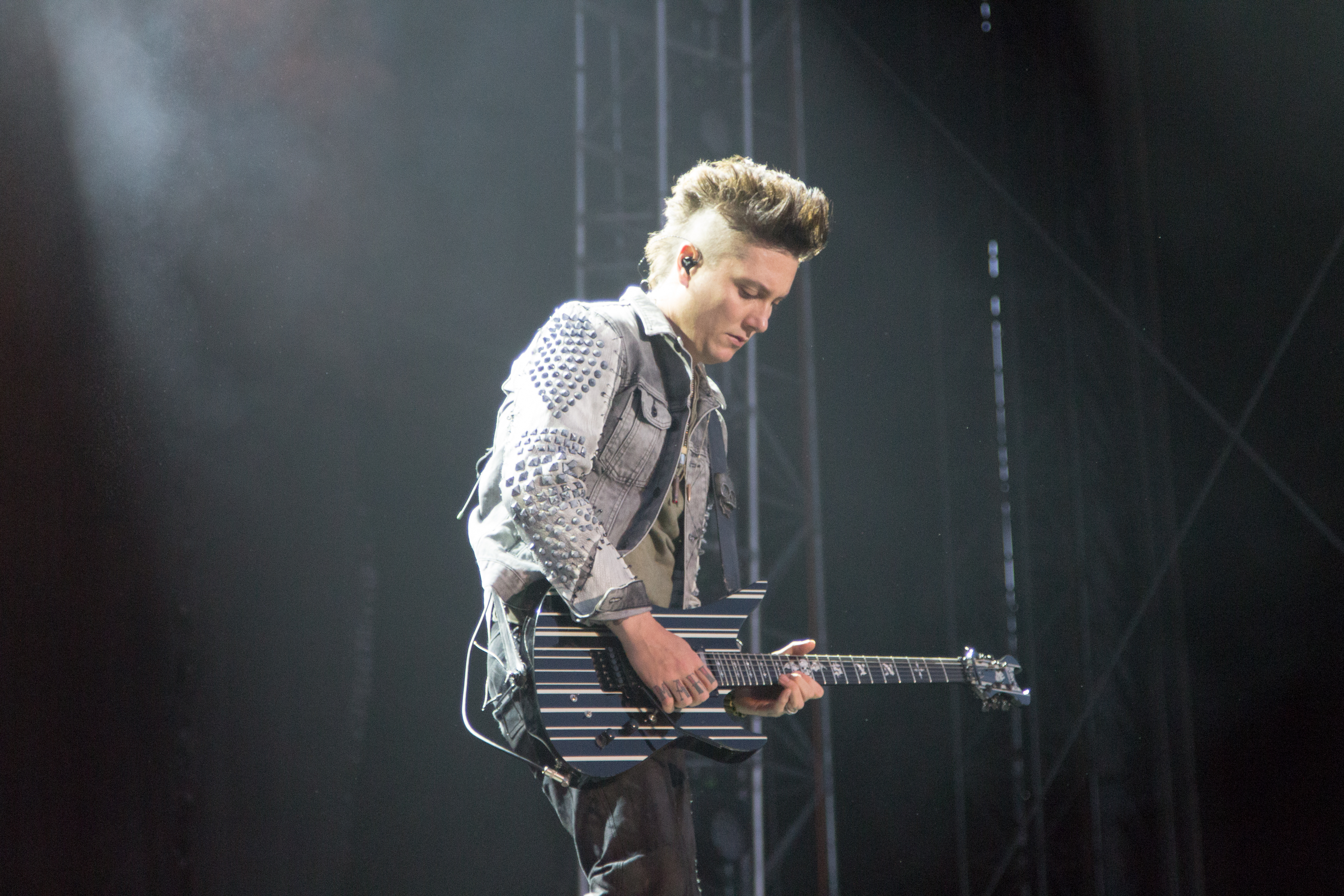
Synyster Gates durante il live in Nova Rock 2014

La musica e lo stile di Synyster sono state influenzate da Dimebag Darrell (Pantera, Damageplan), Slash (Guns N' Roses, Velvet Revolver) e John Petrucci (Dream Theater, Liquid Tension Experiment). Inoltre sembra essere un fan degli HIM, poiché nel "making of" di City of Evil indossa la maglietta di Razorblade Romance. Tra le sue influenze musicali anche gruppi come gli Oingo Boingo e Django Reinhardt.

## Premi
All'uscita dell'album City of Evil degli Avenged Sevenfold, nel 2005, gli sono stati assegnati due premi: nel 2006 lo "Young Shredder" ai Metal Hammer Awards e come chitarrista dell'anno per "Total Guitar Magazine". Nel 2011 invece, Synyster vince il premio "Best Metal Guitarist" del sondaggio di Guitar World.

## Vita privata
Il 7 maggio 2010 ha sposato Michelle DiBenedetto. Il 12 maggio 2017 la coppia ha avuto il loro primo figlio Nicolangelo Saint James Haner.

## Equipaggiamento

### Chitarre
Synyster usa dei pickup Seymour Duncan SH-8 Invader nelle sue chitarre. Dal 2008 è solito utilizzare un pickup al manico Sustainiac.
Gibson Les Paul White Alpine (usata in Waking The Fallen).
- Schecter Synyster Gates Signature Custom-s con Seymour Duncan Custom Invader al ponte e il pickup Sustainiac al manico,
- Schecter Synyster Gates Signature Custom con Seymour Duncan Custom Invaders
- Schecter Hellraiser C-1 White con Seymour Duncan Invaders
- Schecter Synyster Gates Signature Standard with Duncan Designed Detonator
- Schecter Synyster Gates Signature Deluxe
- Schecter Synyster Gates Signature Special
- Schecter Synyster Gates Signature Prototype Special

### Amplificatori
- Marshall JCM800s & Marshall various low-watt combos - Marshall 4x12" cab
- Krank Revolution Head (Principale)
- Bogner Uberschall and Caveman
- Mesa Boogie Dual Rectifier
- Hellwin by Schecter